# Malta (Insel)
Malta ist die größte Insel des im Mittelmeer gelegenen Malta-Archipels und Namensgeberin für den Staat Malta.

## Geografie
Die zwischen dem Libyschen und Sizilischen Meer gelegene Insel ist 246 Quadratkilometer groß, die weiteste Strecke von einem Küstenpunkt zum anderen beträgt 27 Kilometer, und der Küstensaum misst 136 Kilometer. Sizilien befindet sich etwa 100 Kilometer nördlich, während die nächste afrikanische Küste (Tunesien) zwischen 290 und 300 Kilometer entfernt ist. Die ebenfalls bewohnten zum Malta-Archipel gehörenden Inseln Comino und Gozo liegen zwei bzw. sechs Kilometer vor der nordwestlichen Küste Maltas. Auf der Insel Malta leben etwa 357.000 Einwohner, das sind 90 Prozent der Gesamtbevölkerung des Staatswesens.

## Geologie
Der Oberflächenuntergrund besteht hauptsächlich aus oligozänen und miozänen Kalksteinen. Als schräg gestellte Pultscholle ragt die Insel aus dem Mittelmeer, emporgehoben durch tektonische Verformungen des Erdmantels ab dem späten Miozän. Im Südwesten wird eine Höhe von 253 Metern erreicht, während sich das Plateau in entgegengesetzter Richtung abflacht. Die Küste ist von tief einschneidenden Buchten geprägt. Wegen des porösen Kalksteins haben sich auf Malta keine Flüsse gebildet.

## Natur
Wegen der Wasserarmut ist die Vegetation der Insel wenig reichhaltig. Die noch in der Frühzeit vorhandenen Wälder wurden bereits in der Bronzezeit abgeholzt, teils um Baumaterial zu gewinnen, teils um Platz für landwirtschaftliche Kulturen zu schaffen. Da Kultivierungsversuche immer wieder fehlschlugen, wurde der Boden mehr und mehr der Erosion preisgegeben und verkarstete zunehmend. Die Landwirtschaft spielt daher auf der Insel Malta nur eine untergeordnete Rolle. Nach dem Zweiten Weltkrieg wurde die Vegetation durch Anpflanzung von Oliven- und Eukalyptusbäumen sowie Kiefern belebt. Ansonsten ist der Inselboden mit anspruchslosen Sträuchern wie Thymian, Rosmarin und Hartgräsern bedeckt.
Entsprechend der kargen Vegetation findet man auf der Insel Malta auch nur wenige Tierarten. Unter den Säugetieren bilden die Wildkaninchen die Mehrheit. Weit verbreitet sind Reptilien wie Eidechsen. Für Zugvögel ist Malta eine wichtige Durchgangsstation. Man schätzt, dass jährlich fast zwei Millionen Singvögel, Greifvögel und Reiher auf Malta Rast auf dem Weg nach Afrika machen. Einheimische Vogelarten wie Drosseln, Schwalben und Sturmtaucher sind dagegen wesentlich weniger anzutreffen.

## Geschichte
Im Zweiten Weltkrieg spielte Malta eine große strategische Rolle, war es doch eine wichtige Zwischenstation der britischen Seeverbindung zwischen Gibraltar, dem Suezkanal und weiter nach Indien. Zugleich konnten von hier aus die italienischen und deutschen Nachschubwege für den Krieg in Nordafrika wirkungsvoll gestört werden. Mussolini und Hitler vereinbarten daher im April 1942, Malta durch Luftlandetruppen zu erobern, um dann in Nordafrika weiter nach Ägypten vorzustoßen. Aufgrund militärischer Rückschläge der Achsenmächte in Nordafrika unterblieb dieses Vorhaben.

## Sonstiges
Nach der Insel ist das Malta-Plateau benannt, eine Hochebene im ostantarktischen Viktorialand.